# Ariovist
Ariovist (lat. Ariovistus), vojvoda germanskog plemena Sveva. Na poziv galskog plemena Sekvanaca prešao je na lijevu obalu Rajne 72. pr. Kr. kako bi se borio protiv Heduanaca, njihovih sunarodnjaka i neprijatelja, koje je dva puta porazio. Nako što je postao gospodar Kelta dovlačio je nove skupine Germana s desne obale Rajne. Rimski senat priznao ga je 59. kraljem i prijateljem, ali iduće godine, u toku osvajanja Galije, Cezar ga je napao i porazio. 